# 杉島理一郎
杉島 理一郎（すぎしま りいちろう、1982年（昭和57年）12月16日  - ）は、日本の政治家。埼玉県入間市長（2期）。元埼玉県議会議員（2期）。

## 来歴
埼玉県入間市出身。入間市立東町小学校、入間市立東町中学校、早稲田大学高等学院卒業。2005年（平成17年）3月、早稲田大学政治経済学部経済学科卒業。同年4月、日本政策金融公庫に就職。
2010年（平成22年）、松下政経塾に入塾。第12代防衛大臣を務めていた小野寺五典の秘書となる。
2015年（平成27年）、埼玉県議会議員選挙に無所属で立候補し初当選した。2019年（平成31年）の県議選は自民党公認で立候補し無投票により再選。
2020年（令和2年）10月11日告示、10月18日執行の入間市長選挙に自民党・公明党の推薦を受けて立候補し、無投票により初当選した。11月18日、市長就任。
2024年（令和6年）10月20日投開票の入間市長選挙で日本共産党推薦の候補を破り再選した。

## 人物
- 家族は妻、子ども4人[7]
- 松下政経塾では「自治体経営における『無税国家』と『新国土創成』の探求」をテーマに研究[8]

## 市政
- 2020年（令和3年）11月20日、新市長就任3日目に『埼玉県内最年少市長の37歳です。#入間市 の #こどもたちのため に「#どこから来たの？」が大合唱できる市民会館のリニューアルに役立てます。』と前沢友作が行ったふるさと納税8億円アイデアに入間市公式X[9][10]から投稿。寄付を頂いたことを入間市公式Xにて投稿[11]。市民会館は2021年から閉鎖[12][13]。2023年8月、公式YouTubeチャンネルにて市民会館を入間市駅前に新たに作る語る動画を投稿[14]。入間市が受領したふるさと納税額は500万円（応募市に均等配分）で、入間市ふるさと寄付金基金に積立てられている[要出典]。
- 2021年（令和3年）6月1日、新たに創設された「いるまPR大使」に入間市出身のタレント朝日奈央が就任した。
- 2021年（令和3年）8月20日、性的少数者（LGBTなど）のカップルを婚姻相当とし、その未成年の子供との親子関係も自治体として認める「入間市パートナーシップ・ファミリーシップ宣誓制度」を同年9月1日に導入すると発表した[15]。
- 2022年（令和4年）2月1日、自治体DXの観点では全国初、マイナンバーカードの普及促進とコンビニ交付サービスの利便性を市民に実感していただくことを目的に、期間限定（令和5年3月31日まで）でコンビニ交付手数料を全て1通10円にした。
- 2022年（令和4年）3月25日、ヒアリングフレイル講演会を開催し、NPO法人日本ユニバーサルサウンドデザイン協会の名誉総裁を務める瑶子女王が出席する。
- 2022年（令和4年）4月1日、全国初、市内中小企業向け福利厚生サービスを行う（一財）勤労者福祉サービスセンターを完全民営化した。
- 2022年（令和4年）5月20日、埼玉県内市町村で3番目となるSDGs未来都市に選定された。
- 2022年（令和4年）7月1日、入間市出身の映画監督、宮岡太郎に市が全面協力し製作された、ご当地青春映画「ラストサマーウォーズ」が全国公開された。また、第13回ロケーションジャパン大賞にノミネートされた。
- 2022年（令和4年）7月1日、全国初、ヤングケアラーに特化した条例として「入間市ヤングケアラー支援条例」を施行。
- 2022年（令和4年）10月1日、狭山茶を1日1杯飲むよう努めることや、6月第一日曜日を狭山茶の日とすることを定めた「おいしい狭山茶大好き条例」が制定された。
- 2022年（令和4年）12月23日、市政初、クラウドファンディングを実施し、旧黒須銀行復元修理工事に向け、目標額である500万円を達成した。復元工事費は2億6000万円かかる見込み[16]。なお、入札事業者が現れず、総事業費を約3300万円増額し、約2億9900万円にし、4回目の入札で川越市内の業者が落札した[17]。
- 2023年（令和5年）1月12日、地域一体となったゼロカーボンシティの実現のため、経済産業省・スタートアップと連携して、徒歩・ランニング・自転車での移動を脱炭素量として計測できるアプリ「SPOBY」を活用したプロジェクト「サスティナブルウォークいるまいる」を開始した。
- 2023年（令和5年）1月31日、1月末時点で令和4年度のふるさと寄附金が1億円を超えた。
- 2023年（令和5年）2月1日、埼玉県初、公用EV（電気自動車）を市役所開庁時間以外に一般に貸し出すシェアリング事業を本格的に導入した。当該事業は入間市EV活用ゼロカーボン推進チーム（代表企業：入間ガス）が運営しており、5年契約（2022年度は729万円）で業務委託をしている[18]。
- 2023年（令和5年）4月、経済産業省から地域DX推進ラボの第一弾として「いるまDX推進ラボ」が埼玉県で初めて選定を受けた[19]。
- 2023年 （令和5年）5月、県内自治体初となる「パーパス～心豊かでいられる、「未来の原風景」を創造し伝承する～」を策定する[20]。パーパス策定・プロモーションに関する業務は株式会社博報堂に450万円（税別）で委託した
- 2023年（令和5年）6月7日開催の「第12回松下政経塾出身首長会」及び私的な「懇親会」の開催において、市の職員を事務局員として使用したとの記事が掲載される[21]。これについて、市議会議長宛に「松下政経塾首長会及び懇親会への参加は公務であり、その案内も公務として行った」「事務局は持ち回りであり、今回は入間市が担当した。」との見解を示した。 2023年（令和5年）9月入間市議会において、「事務局は全ての自治体の持ち回りではなく、前回（広島県三原市）、前々回（岐阜県関市）が担当したことしか確認をしていないこと」を市長が説明。また、毎日新聞の取材により「会合に参加した12自治体のうち、5自治体が「公務」とし、5自治体は「公務ではない」と回答」「今回市職員が行った懇親会の案内は、すべての自治体が「公務ではない」と回答」したことが報道される[22]。野口哲次議員より「議員提出議案第4号 杉島理一郎市長に対し反省を求める決議について」が提出されたが、賛成少数で否決された[23]。
- 2024年（令和6年）1月、第一回埼玉デザインマンホール人気投票キャラクター部門で、入間市のいるティーデザインが第一位金賞に選ばれた[24]。